# Emanuel Pereira Liberato
Emanuel Pereira Liberato (Itajaí,  – ) foi um industrial e político brasileiro.
Filho de Maria Cristina do Nascimento Liberato e José Pereira Liberato. Casou com Alice Liberato.
Foi suplente de deputado, eleito pelo Partido Federalista. Convocado, assumiu como constituinte de 1891, e eleito deputado para o Congresso Representativo de Santa Catarina, atuando na 1ª Legislatura (1892-1893) do período Republicano, sendo também deputado constituinte de 1892.